# Konichiwa Records
Konichiwa Records AB är ett svenskt skivbolag startat år 2004 av den svenska sångerskan Robyn. Inspirationen till skivbolagets namn kommer från en sketch om rastillhörighet av den amerikanska komikern Dave Chappelle. I sketchen säger RZA i Wu-Tang Clan vid ett tillfälle: "Konichiwa bitches!". Namnet syftar på den japanska hälsningsfrasen Konnichi wa (こんにちは), med den ungefärliga betydelsen "God dag" eller "Hur mår du?"

## Bakgrund
Robyn var kontraktsbunden med skivbolaget Jive Records (som hon flyttat till 2002 från RCA) men var inte nöjd med att behöva kompromissa med sin musik. I synnerhet tyckte inte bolaget om den electro-influerade låten "Who’s that girl", skriven tillsammans med The Knife. 2004 bestämde sig Robyn för att köpa sig loss från skivbolaget och skivkontraktet, vilket Jive gick med på. Fri från det internationella kontraktet startade hon Konichiwa Records, där hon är VD. Inledningsvis koncentrerade sig skivbolaget på att släppa Robyns skivor och 2014 signerades Zhala som första artist, vid sidan av Robyn, till Konichiwa Records.

## Utgivna album
- 2005 – Robyn
- 2010 – Body Talk Pt. 1
- 2010 – Body Talk Pt. 2
- 2010 – Body Talk